# Tuberobeyrichia
Tuberobeyrichia is een geslacht van uitgestorven kreeftachtigen uit de klasse van de Ostracoda (mosselkreeftjes).

## Soorten
- Tuberobeyrichia monotuberculata Zhang (K.), 1982 †
- Tuberobeyrichia quadrituberculata Zhang (K.), 1982 †